# 阿爾塔蒙特 (紐約州)
阿爾塔蒙特（英語：Altamont）是位於美國紐約州奧爾巴尼縣的村。

## 人口
根據2020年美國人口普查的數據，阿爾塔蒙特的面積為3.28平方千米，皆為陸地。當地共有人口1675人，而人口密度為每平方千米511人。